# ميزاو تاماي
ميزاو تاماي (باليابانية: 玉井 操) (مواليد 16 ديسمبر 1903)، هو لاعب كرة قدم ياباني سابق كان يلعب كلاعب وسط. سبق له أن لعب مع منتخب اليابان.

## وصلات خارجية
- ميزاو تاماي على موقع ناشيونال فوتبول تيمز (الإنجليزية)

- National Football Teams
- Japan National Football Team Database